# Vasile Petra
Vasile Mihai Petra (sinh ngày 12 tháng 1 năm 1994) là một cầu thủ bóng đá người România thi đấu ở vị trí tiền vệ cho UTA Arad.